# إغناطيوس إم. دوفي
إغناطيوس إم. دوفي (بالإنجليزية: Ignatius M. Duffy)‏ هو لاعب كرة قدم أمريكية أمريكي، ولد في 27 يناير 1875 في آن آربر في الولايات المتحدة، وتوفي في 6 أكتوبر 1958 في مقاطعة واشتيناو في الولايات المتحدة.